# Johannesburg

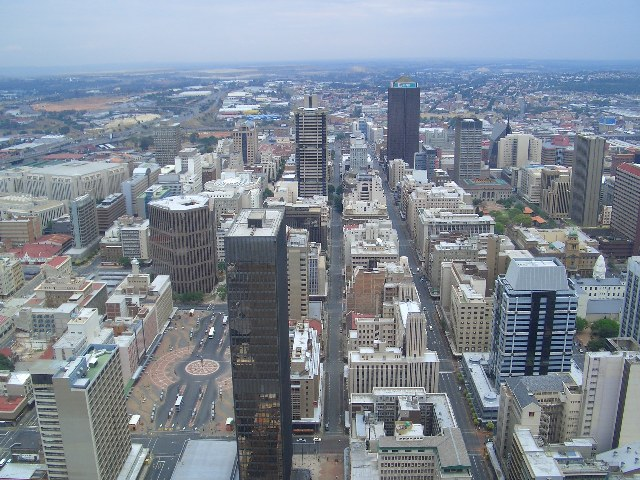
El centre de Johannesburg amb els seus gratacels.

Johannesburg (zulu: iGoli lit. ‘el lloc de l'or’, xhosa: iRhawutini) és la ciutat més gran i poblada de Sud-àfrica. Els sud-africans la coneixen informalment amb els noms de "Jo'burg", "Jozi" i "JHB". És la capital de la província de Gauteng, la més rica del país, i la seva regió metropolitana és la més pròspera econòmicament de tota l'Àfrica subsahariana. Té una de les àrees metropolitanes més grans del món i és l'única ciutat sud-africana que entra dins el rànquing de les anomenades “ciutats globals”. Tot i ser la capital econòmica de Sud-àfrica, no és considerada cap de les seves tres capitals oficials, que són Pretòria (seu del poder executiu), la Ciutat del Cap (seu del poder legislatiu) i Bloemfontein (seu del poder judicial), si bé a Johannesburg hi té la seu el Tribunal Constitucional.
A causa de la seva situació a la serralada del Witwatersrand, rica en minerals, Johannesburg és un dels centres mundials més importants en el comerç d'or i diamants a gran escala. El seu aeroport, anomenat des del 2006 O. R. Tambo en honor del primer president del Congrés Nacional Africà, és el més gran i amb més trànsit aeri de l'Àfrica, i és la principal porta d'entrada als estats de l'Àfrica austral.
Segons el cens del 2001, la població de la ciutat era de 3.225.812 habitants, en un municipi molt extens de 1.644 km², cosa que donava una densitat de 1.962 hab/km². La població és majoritàriament negra (73%); els blancs hi representen un 16%, el 6% són mestissos i el 4% són d'origen asiàtic; el 34% parlen llengües nguni (principalment zulu), el 26% llengües del grup sesotho, el 19% anglès i el 8% afrikaans. La població de l'àrea metropolitana s'acosta als vuit milions de persones.

## Etimologia
La polèmica envolta l'origen del nom. Hi havia força gent amb el nom de "Johannes" que estaven implicades en la història primerenca de la ciutat. Entre ells hi ha el secretari principal adjunt a l'oficina de l'agrimensor general Hendrik Dercksen, Christiaan Johannes Joubert, que era membre del Volksraad i era el cap de mines de la República. Un altre va ser Stephanus Johannes Paulus Kruger (més conegut com a Paul Kruger), president de la República Sud-africana (ZAR) de 1883 a 1900. Johannes Meyer, el primer funcionari del govern de la zona és una altra possibilitat.
Es van perdre registres precisos per a l'elecció del nom. Johannes Rissik i Johannes Joubert eren membres d'una delegació enviada a Anglaterra per obtenir els drets miners de la zona. Joubert tenia un parc a la ciutat que portava el seu nom, i Rissik té el seu nom per a un dels principals carrers de la ciutat on es troba l'oficina de correus del carrer Rissik, encara que en ruïnes, històricament important. L'Ajuntament també es troba al carrer Rissik.

## Geografia

### Topografia

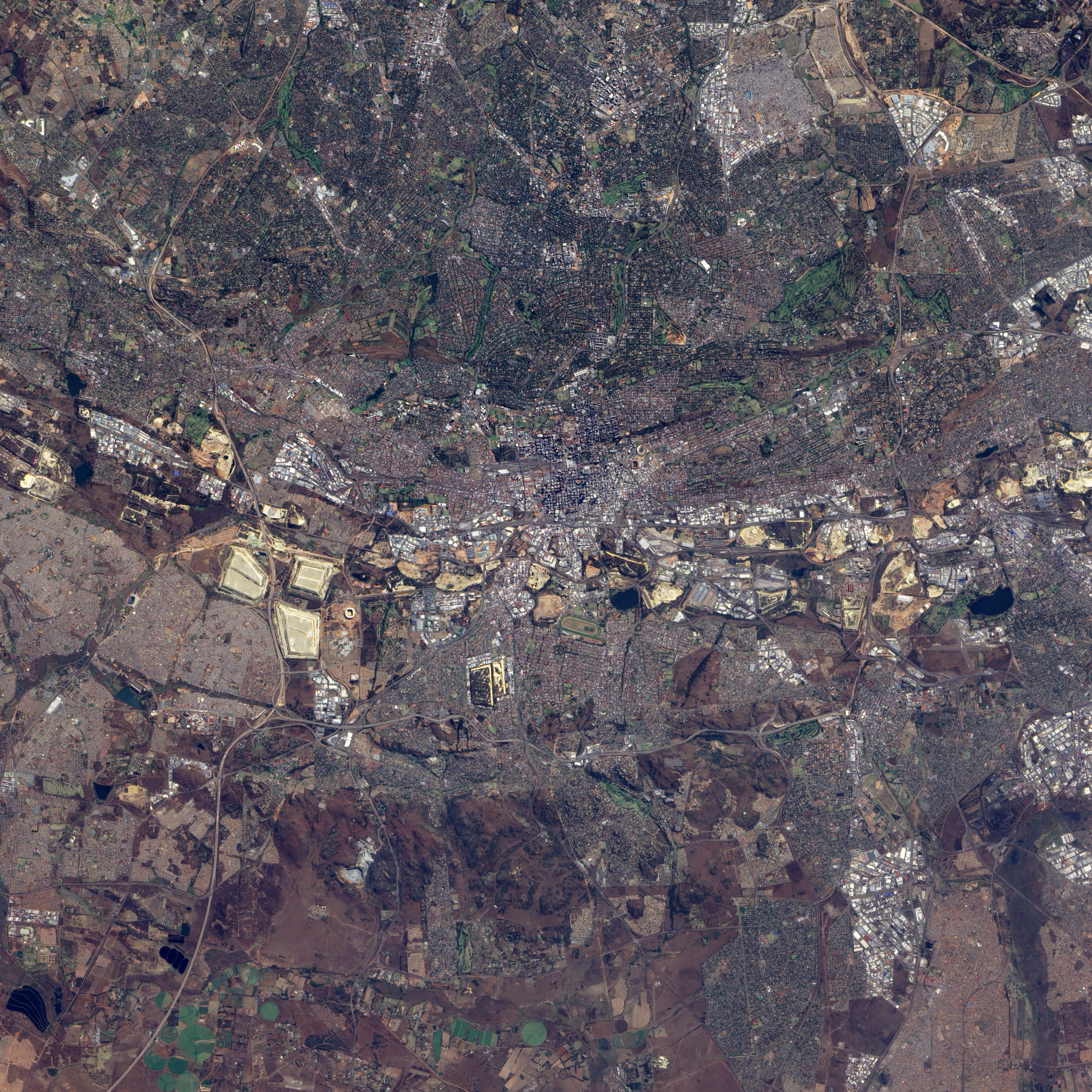
Imatgeria per satèl·lit de Johannesburg

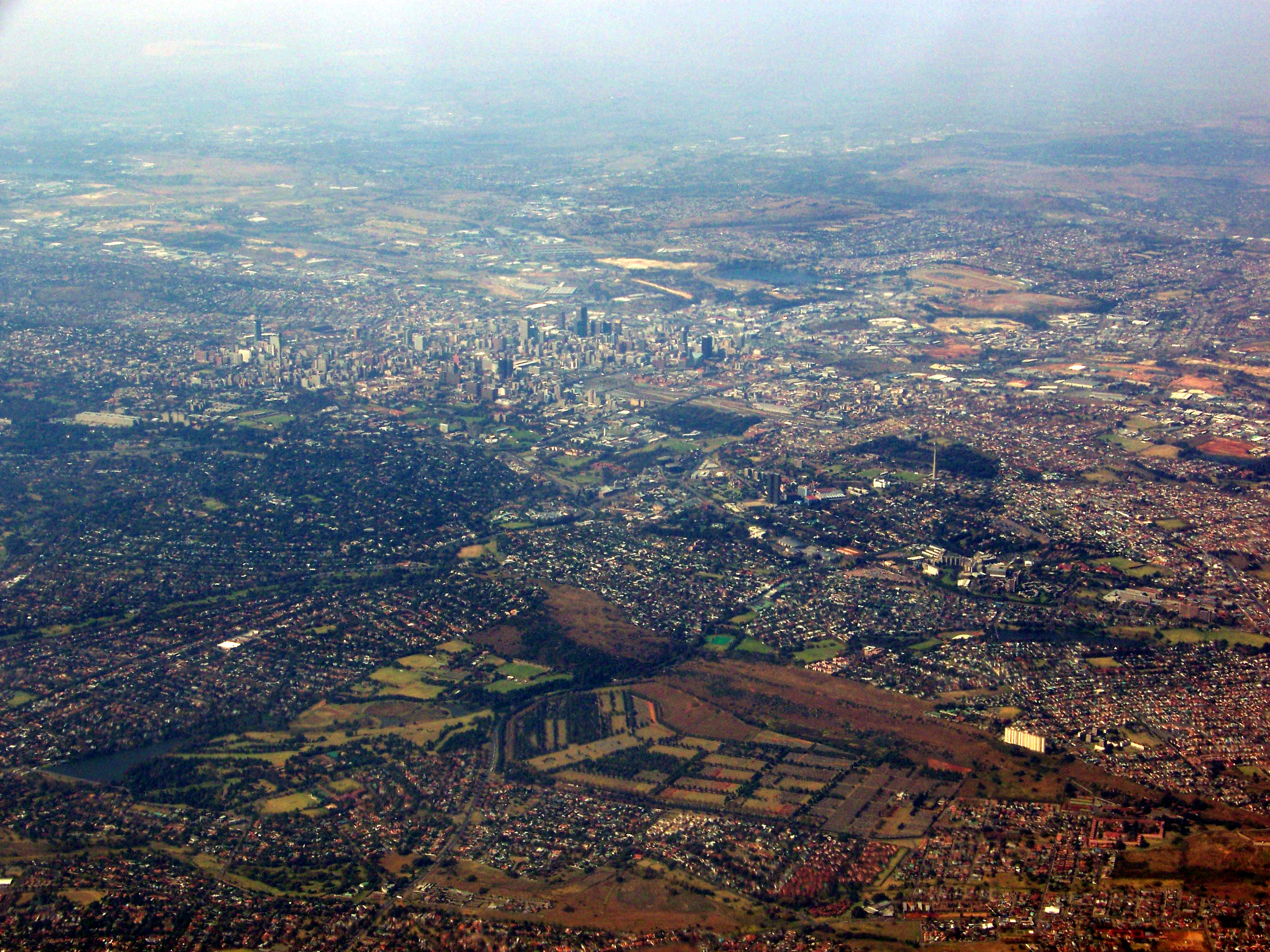
Gener de 2008 Vista aèria de Johannesburg mirant cap al sud-est

Johannesburg es troba a la zona de l'altiplà oriental de Sud-àfrica coneguda com a Highveld, a una altitud de 1753 m. L'antic districte de negocis central es troba al costat sud de la prominent carena anomenada Witwatersrand (en anglès: White Water's Ridge) i el terreny cau al nord i al sud. En general, el Witwatersrand marca la conca hidrogràfica entre els rius Limpopo i Vaal, ja que la part nord de la ciutat és drenada pel riu Jukskei mentre que la part sud de la ciutat, incloent-hi la major part del districte central de negocis, és drenada pel riu Klip. El nord i l'oest de la ciutat tenen turons ondulats mentre que les parts orientals són més planes.
Johannesburg no es va construir sobre un riu o un port, però les seves rieres contribueixen a dos dels rius més poderosos del sud d'Àfrica, el Limpopo i l'Orange. La majoria de les fonts de les quals emanen molts d'aquests rierols estan ara cobertes de formigó i canalitzades, la qual cosa explica el fet que els noms de les primeres granges de la zona sovint acaben amb «fontein», que significa «font» en afrikàans. Braamfontein, Rietfontein, Zevenfontein, Doornfontein, Zandfontein i Randjesfontein són alguns exemples. Quan els primers colons blancs van arribar a la zona que ara és Johannesburg, es van adonar de les roques brillants de les carenes, corrent amb degoteig d'aigua, alimentades pels rierols, donant a la zona el seu nom, Witwatersrand, «la carena de les aigües blanques». Una altra explicació és que la blancor prové de la roca de quarsita, que té una brillantor particular després de la pluja.
El lloc no va ser escollit per als seus fluxos, però. Les principals raons per les quals es va fundar la ciutat on es troba avui va ser per l'or. De fet, la ciutat una vegada es va asseure a prop de quantitats massives d'or, atès que en un moment donat la indústria de l'or de Witwatersrand va produir el quaranta per cent de l'or del planeta.

### Parcs i jardins

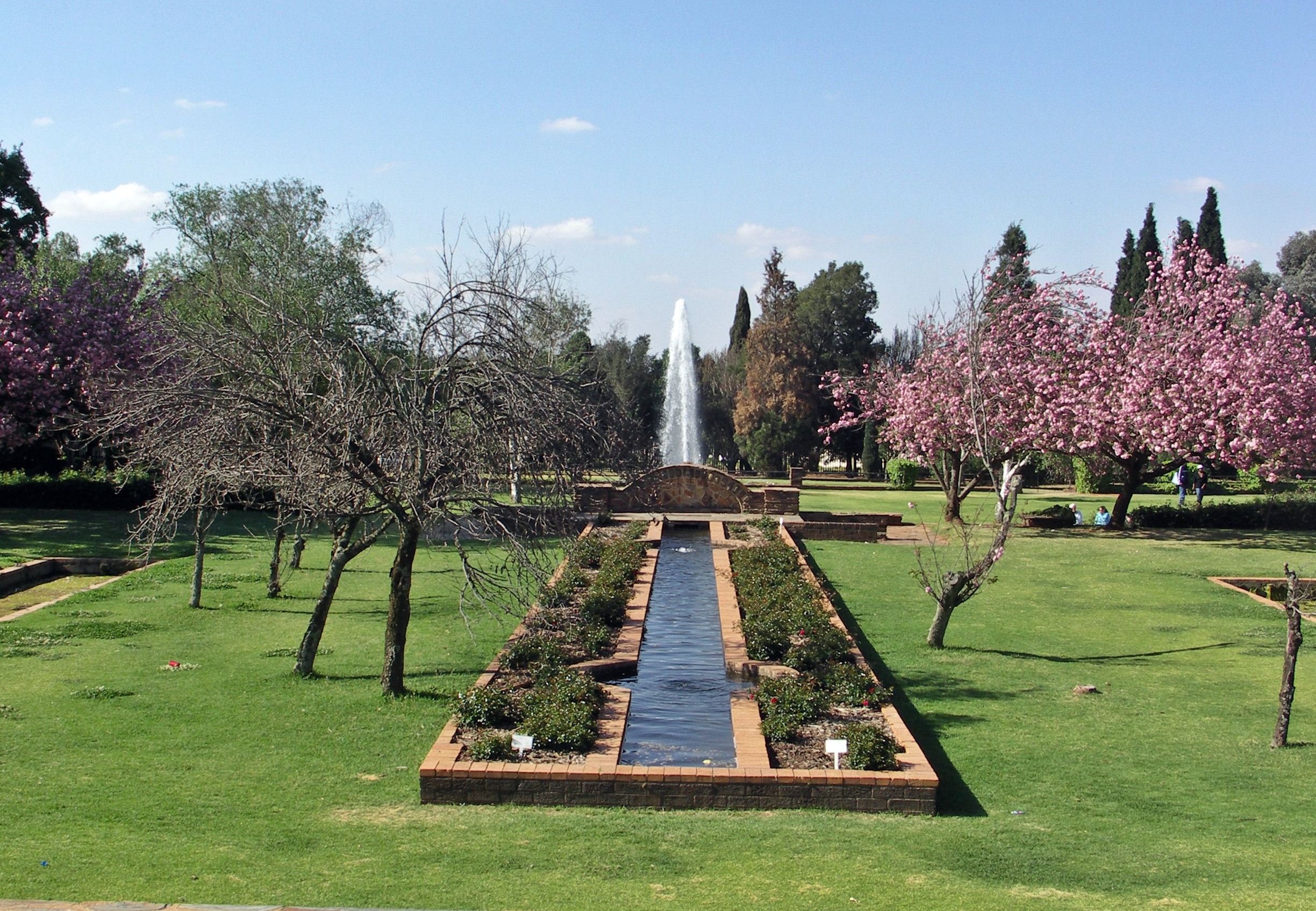
Jardí Botànic de Johannesburg

Els parcs i jardins de Johannesburg són mantinguts per Johannesburg City Parks and Zoo. City Parks també és responsable de plantar els nombrosos arbres verds de la ciutat, fent de Johannesburg una de les ciutats "més verdes" del món. S'ha estimat que hi ha sis milions d'arbres a la ciutat i el nombre creix cada any—1,2 milions en voreres i voreres, i 4,8 més milions en jardins privats. City Parks continua invertint en la plantació d'arbres, especialment aquelles zones anteriorment desfavorides de Johannesburg que no van ser beneficiaris positius de la planificació urbana de Johannesburg de l'apartheid. El jardí botànic de Johannesburg, situat al suburbi d'Emmarentia, és un popular parc recreatiu.
Johannesburg i els seus voltants també ofereixen diverses opcions als visitants que vulguin veure la vida salvatge, a més del zoològic de Johannesburg, un dels més grans de Sud-àfrica. La reserva natural de Lion Park, al costat del poble cultural de Lesedi, acull més de 80 lleons i altres caça, mentre que la reserva natural de Krugersdorp, una reserva de caça de 1.500 ha, es troba a quaranta minuts amb cotxe del centre de la ciutat. El De Wildt Cheetah Center al Magaliesberg gestiona un programa de cria reeixit de guepards, gossos salvatges i altres espècies en perill d'extinció. La Reserva Natural de Rhino & Lion, situada a la "Cradle of Humankind" en 1.200 ha de "l'altura típica de Gauteng" també executa un programa de cria d'espècies en perill d'extinció, com ara tigres de Bengala, tigres siberians i el lleó blanc extremadament rar. Al sud, a 11 km del centre de la ciutat, hi ha la Reserva Natural de Klipriviersberg, on hi ha grans mamífers i rutes de senderisme.

### Clima

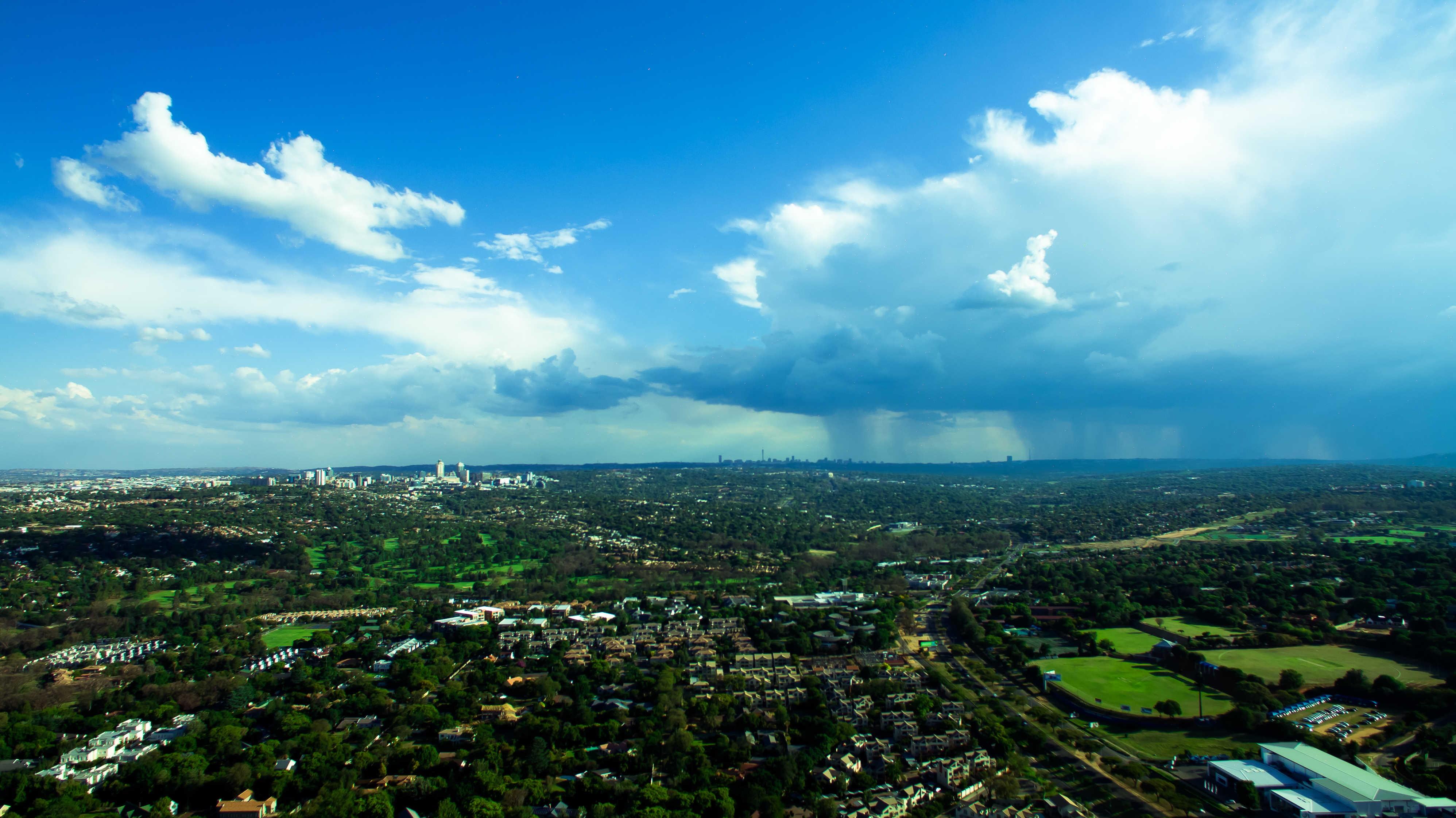
Núvols de pluja a l'estiu a Johannesburg.

Johannesburg té un clima subtropical de terres altes (Classificació de Köppen Cwb).
| Dades climàtiques a Johannesburg                 | Dades climàtiques a Johannesburg | Dades climàtiques a Johannesburg | Dades climàtiques a Johannesburg | Dades climàtiques a Johannesburg | Dades climàtiques a Johannesburg | Dades climàtiques a Johannesburg | Dades climàtiques a Johannesburg | Dades climàtiques a Johannesburg | Dades climàtiques a Johannesburg | Dades climàtiques a Johannesburg | Dades climàtiques a Johannesburg | Dades climàtiques a Johannesburg | Dades climàtiques a Johannesburg |
| Mes                                              | gen                              | febr                             | març                             | abr                              | maig                             | juny                             | jul                              | ag                               | set                              | oct                              | nov                              | des                              | anual                            |
| ------------------------------------------------ | -------------------------------- | -------------------------------- | -------------------------------- | -------------------------------- | -------------------------------- | -------------------------------- | -------------------------------- | -------------------------------- | -------------------------------- | -------------------------------- | -------------------------------- | -------------------------------- | -------------------------------- |
| Màxima rècord °C (°F)                            | 41.4 (106.5)                     | 33.5 (92.3)                      | 31.9 (89.4)                      | 29.3 (84.7)                      | 26.4 (79.5)                      | 23.1 (73.6)                      | 24.4 (75.9)                      | 26.2 (79.2)                      | 30.0 (86)                        | 32.2 (90)                        | 38.5 (101.3)                     | 39.4 (102.9)                     | 41.4 (106.5)                     |
| Màxima mitjana °C (°F)                           | 25.6 (78.1)                      | 25.1 (77.2)                      | 24.0 (75.2)                      | 21.1 (70)                        | 18.9 (66)                        | 16.0 (60.8)                      | 16.7 (62.1)                      | 19.4 (66.9)                      | 22.8 (73)                        | 23.8 (74.8)                      | 24.2 (75.6)                      | 25.2 (77.4)                      | 21.9 (71.4)                      |
| Mitjana diària °C (°F)                           | 19.5 (67.1)                      | 19.0 (66.2)                      | 18.0 (64.4)                      | 15.3 (59.5)                      | 12.6 (54.7)                      | 9.6 (49.3)                       | 10.0 (50)                        | 12.5 (54.5)                      | 15.9 (60.6)                      | 17.1 (62.8)                      | 17.9 (64.2)                      | 19.0 (66.2)                      | 15.5 (59.9)                      |
| Mínima mitjana °C (°F)                           | 14.7 (58.5)                      | 14.1 (57.4)                      | 13.1 (55.6)                      | 10.3 (50.5)                      | 7.2 (45)                         | 4.1 (39.4)                       | 4.1 (39.4)                       | 6.2 (43.2)                       | 9.3 (48.7)                       | 11.2 (52.2)                      | 12.7 (54.9)                      | 13.9 (57)                        | 10.1 (50.2)                      |
| Mínima rècord °C (°F)                            | 7.2 (45)                         | 6.0 (42.8)                       | 2.1 (35.8)                       | 0.5 (32.9)                       | −2.5 (27.5)                      | −8.2 (17.2)                      | −5.1 (22.8)                      | −5.0 (23)                        | −3.3 (26.1)                      | 0.2 (32.4)                       | 1.5 (34.7)                       | 3.5 (38.3)                       | −8.2 (17.2)                      |
| Precipitació mitjana mm (polzades)               | 125 (4.92)                       | 90 (3.54)                        | 91 (3.58)                        | 54 (2.13)                        | 13 (0.51)                        | 9 (0.35)                         | 4 (0.16)                         | 6 (0.24)                         | 27 (1.06)                        | 72 (2.83)                        | 117 (4.61)                       | 105 (4.13)                       | 713 (28.07)                      |
| Mitjana de dies de precipitació (≥ 0.1 mm)       | 15.9                             | 11.2                             | 11.9                             | 8.6                              | 2.9                              | 2.0                              | 1.0                              | 2.1                              | 3.8                              | 9.8                              | 15.2                             | 14.9                             | 99.3                             |
| Humitat relativa mitjana (%)                     | 69                               | 70                               | 68                               | 65                               | 56                               | 53                               | 49                               | 46                               | 47                               | 56                               | 65                               | 66                               | 59                               |
| Mitjana mensual d'hores de sol                   | 250.1                            | 224.8                            | 238.8                            | 236.9                            | 276.0                            | 266.9                            | 283.9                            | 284.1                            | 280.8                            | 269.5                            | 248.7                            | 263.9                            | 3.124,4                          |
| Font #1: World Meteorological Organization, NOAA |                                  |                                  |                                  |                                  |                                  |                                  |                                  |                                  |                                  |                                  |                                  |                                  |                                  |
| Font #2: South African Weather Service           |                                  |                                  |                                  |                                  |                                  |                                  |                                  |                                  |                                  |                                  |                                  |                                  |                                  |

## Història
L'àrea al voltant de Johannesburg ha estat habitada per milions d'anys. Les coves de Sterkfontein al nord-oest són el bressol de l'esquelet més complet d'un homínid amb 3.3 milions d'anys d'antiguitat, així com prop de 700 exemplars d'una espècie estretament relacionada, l'australopithecus africanus, entre d'altres, Mrs. Ples, que té entre 2,8 i 2,3 milions d'anys.
Es creu que la regió de Johannesburg va ser habitada pel poble nòmada Bushmen fa uns 100.000 anys. Els Bushmen haurien viscut en aquest àrea fins que el poble de llengua bantu va migrar a aquest lloc prop de l'any 1 060 a.d. de C. El poble Bantu pertanyia a l'edat del ferro i van domesticar animals, van conrear la terra, van treballar els metalls, van fer ceràmica i van viure en llogarets organitzats.

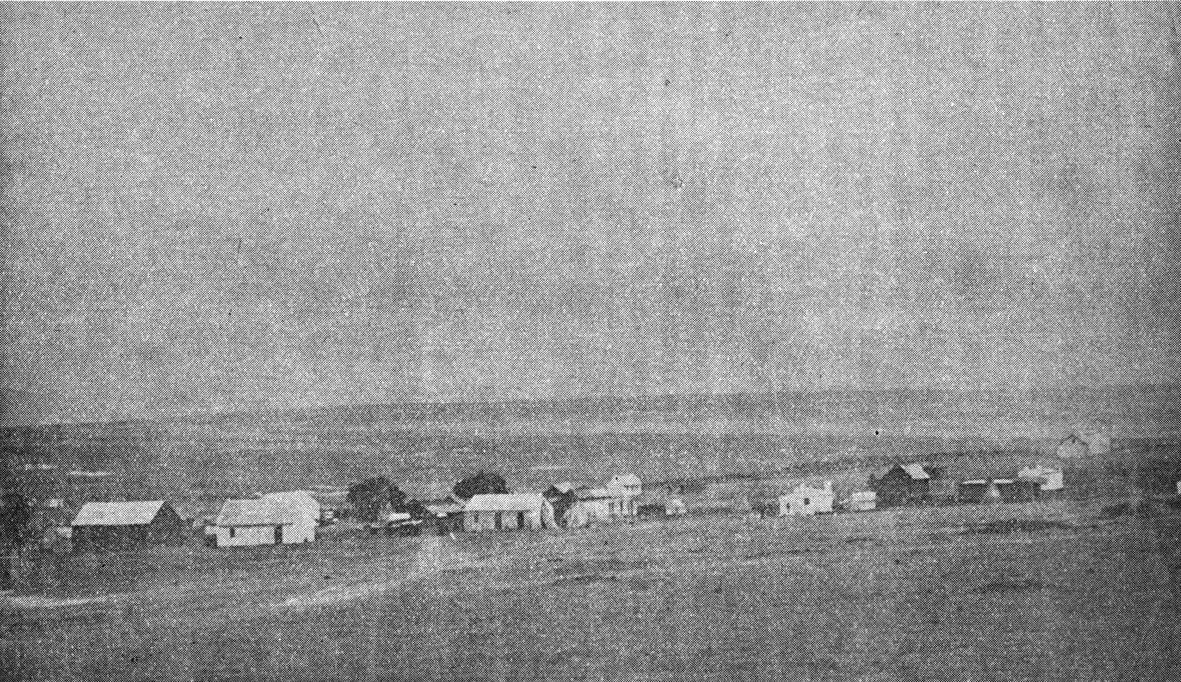
Hisenda on va ser descobert or per la primera vegada en 1886.

La ciutat va néixer el 1886 com a un més dels nuclis de població bastits entorn dels jaciments sorgits arran de la febre de l'or a la regió del Witwatersrand en 1884, i inicialment no era més que un suburbi de Pretòria. El seu nom prové precisament de l'inspector general de la zona, Johannes Rissik. Es va convertir en una dècada en una ciutat amb més de 100.000 habitants. El lloc sol cridar-se en zulu com eGoli, la terra de l'or, encara que les mines properes ja s'han esgotat.
Inicialment, es va descobrir or una mica a l'est de la ubicació actual de la ciutat, en Barberton. Les estimacions ràpidament van portar a la conclusió que hi havia jaciments més rics en Witwatersrand. El poble en els seus començaments era com qualsevol assentament promissor, però quan es va córrer la veu de l'existència d'or, la gent va acudir en gran nombre a aquest àrea des de moltes altres regions del país, així com de Nord Amèrica, el Regne Unit i la resta d'Europa. A mesura que el valor del control de les terres va augmentar, va viure les tensions entre el govern bòer, que van fundar el poble i en el país del qual (la República de Sud-àfrica -ZAR-)se situava Johannesburg durant el Segle XIX, i els Britànics, culminant en la Segona Guerra Anglo-Boer. Els Boers van perdre la guerra i el control de l'àrea va ser cedit als britànics, on s'havien desplaçat milers de treballadors d'arreu del país.

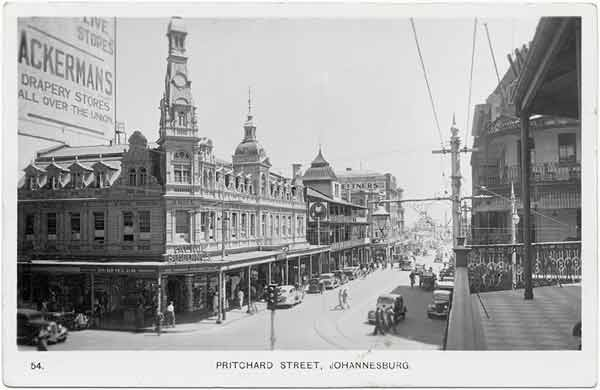
Pritchard Street, c. 1910

Quan es va declarar la Unió de Sud-àfrica l'any 1910, es va aplanar el camí per a una estructura més organitzada de la mineria. Més tard, el govern sud-africà va instituir un sever sistema racial, en què negres i indis tenien una gran càrrega tributària, van ser exclosos dels treballs professionals i en conseqüència, forçats a treballar en treballs nòmades en els cultius que proveïen les mines d'or.

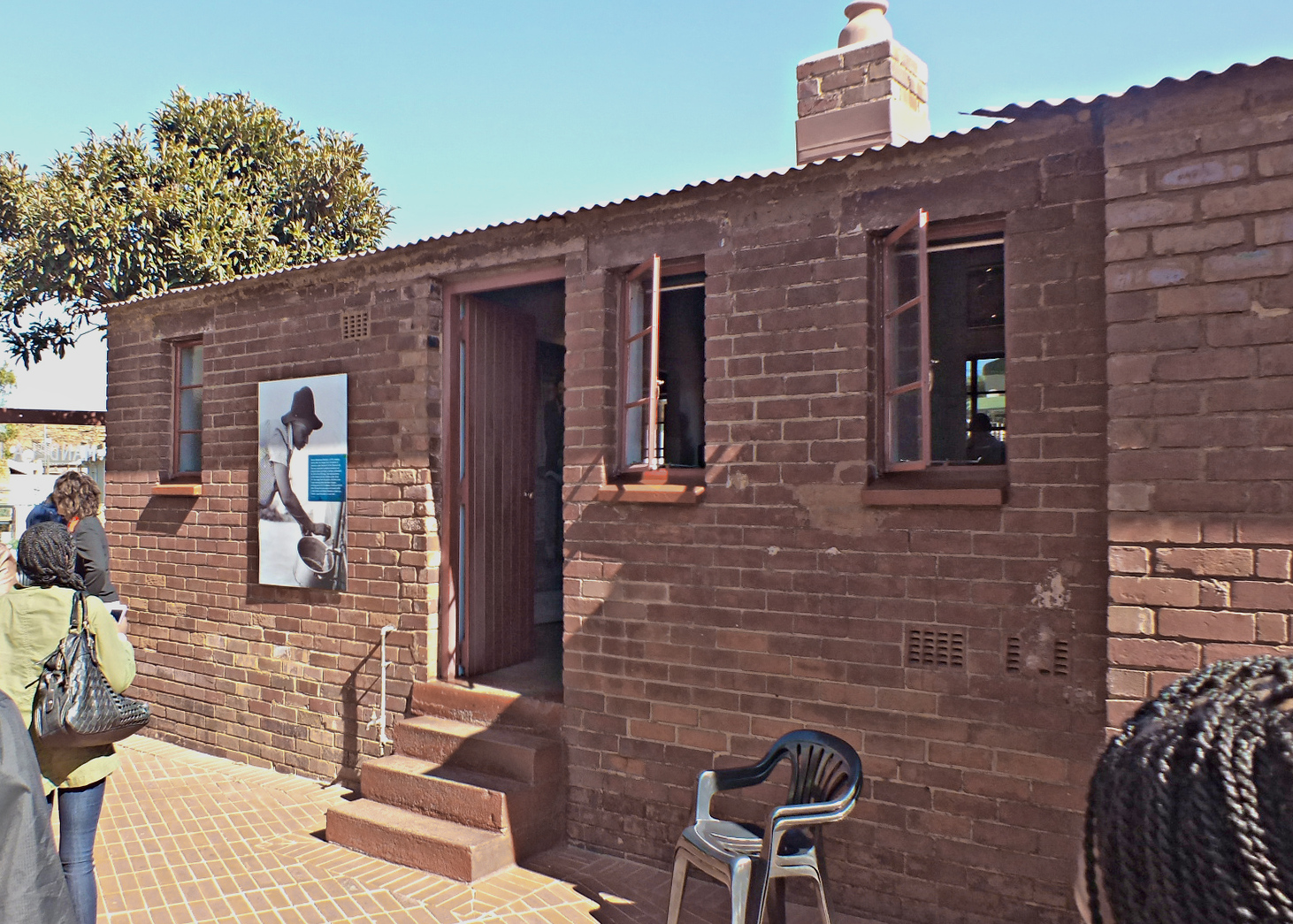
Casa on va viure Nelson Mandela i la seva dona, Winnie, abans del presó.

Johannesburg inclou al sud-oest del terme municipal la famosa àrea residencial de Soweto, establerta pels governs de l'apartheid per allotjar-hi un gran nombre de treballadors immigrants negres, escenari de les protestes contra aquest sistema de govern. Nelson Mandela va passar molts anys vivint en Soweto i la seva casa de Soweto a Orlando actualment és una gran atracció turística.

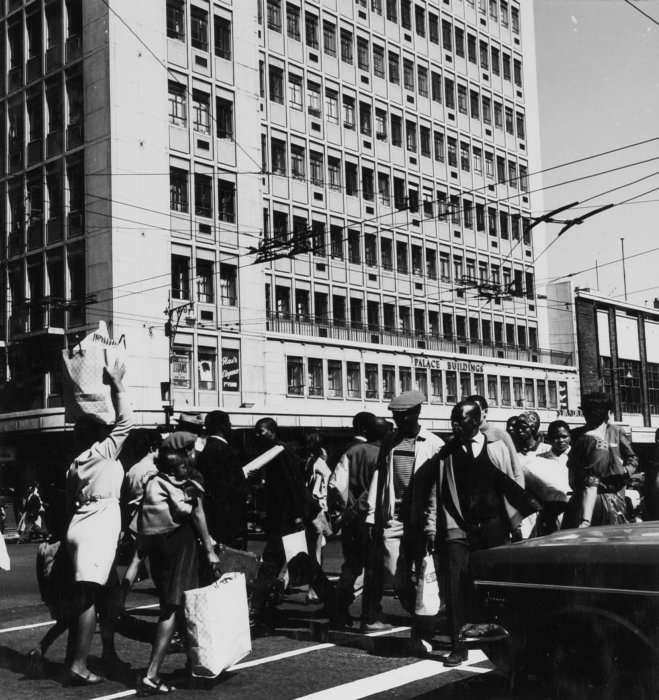
Johannesburg en 1970.

La violència a gran escala va esclatar el 1976 quan els Estudiants del Consell Representatiu de Soweto van organitzar protestes en contra de l'ús de l'afrikaans com a idioma primari d'instrucció, que era considerada com la llengua dels opressors, a les escoles per a la població de color. La policia va disparar a una marxa d'estudiants i 1.000 persones van morir els 12 mesos següents en protestar contra el sistema d'apartheid. Una de les víctimes més famoses de la massacre, Hector Pieterson, és recordada amb un gran museu dedicat a la seva memòria en Soweto.

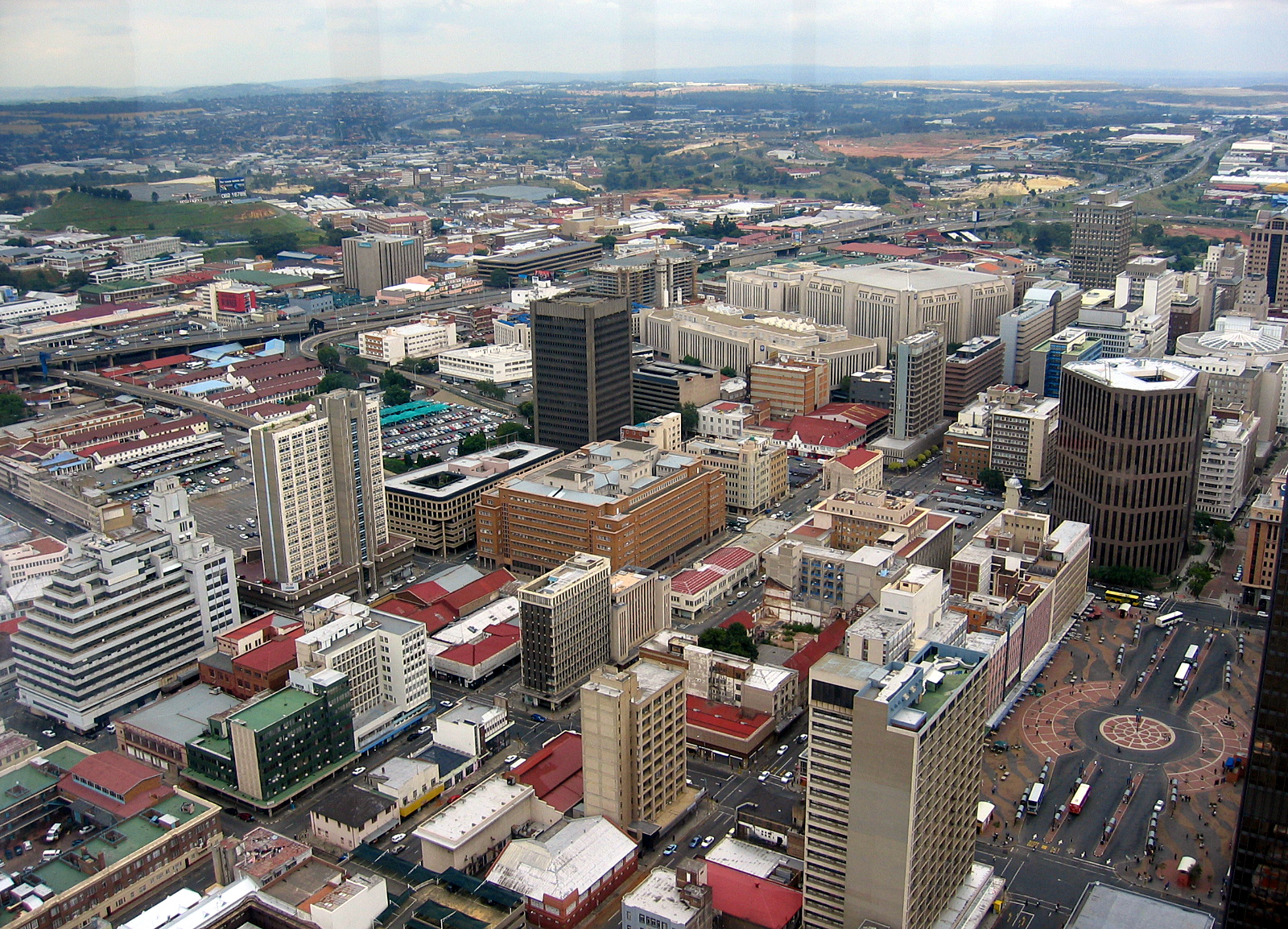
El Districte Central Financer de Johannesburg en l'actualitat.

Les regulacions de l'apartheid es van abandonar al febrer de 1990 i des de les eleccions de 1994, Johannesburg ha estat lliure de lleis discriminatòries. Els pobles per a la gent de color han estat integrats al sistema de govern municipal i en algunes parts els suburbis s'han convertit en barris multiracials. No obstant això, hi ha hagut una migració a gran escala del comerç i oficines des del Districte de Negocis Central i els suburbis del sud, en favor dels suburbis del nord. Això va ser estimulat per un augment en la taxa de criminalitat, una congestió de tràfic molt seriosa i el transport públic inadequat, així com un marc tributari favorable per a terratinents en els suburbis del nord, creat abans de la integració de la ciutat. Actualment, el Consell Metropolità de Johannesburg està implementant un projecte per reviure el centre de la ciutat, que porti a moltes empreses a moure els seus centres de negocis de tornada a aquest àrea.

## Demografia
| 1886  | 1904   | 1908   | 1985      | 1990      | 2001      | 2011      |
| 3.000 | 99.052 | 99.052 | 1.783.000 | 1.898.000 | 3.326.055 | 4.434.827 |

Segons el cens nacional sud-africà de 2011, la població de Johannesburg és de 4.434.827 persones, la qual cosa la converteix en la ciutat més poblada de Sud-àfrica (és la ciutat més poblada de Sud-àfrica almenys des de la dècada de 1950). Des del cens de 2001, la població viu en 1.006.930 llars formals, de les quals el 86% disposa de cisterna o vàter químic, i el 91% té les deixalles retirades pel municipi almenys un cop per setmana. El 81% de les llars tenen accés a l'aigua corrent i el 80% utilitza l'electricitat com a principal font d'energia. El 29% dels residents de Johannesburg s'allotgen en habitatges informals.
L'aglomeració urbana de Johannesburg s'estén molt més enllà dels límits administratius del municipi. S'ha estimat que la població de tota l'àrea era de 7.860.781 el 2011 per «citypopulation.de», o 9.115.000 el 2018 per Demographia (per «Johannesburg-East Rand», 41è més alt del món). L'àrea d'aquesta aglomeració urbana va ser fixada per Demographia en 2.590 km², la 31a més gran del món. Els suburbis de Johannesburg són el producte del creixement en taca d'oli i estan regionalitzats en nord, sud, est i oest, i en general tenen personalitats diferents. El Gran Johannesburg consta de més de cinc-cents suburbis en una àrea que cobreix més de 520 km². Tot i que els negres africans es poden trobar a tot Johannesburg i els seus voltants, el gran Johannesburg continua sent altament segregat per raça.
Dins del Municipi Metropolità, el nucli antic, establert el 1886 i donat a ciutat el 1928, ha estat catalogat en censos recents com a "lloc principal". A data de 2011, aquest lloc principal tenia 957.441 habitants i una superfície de 334,81 km². Alguns autors consideren que l'àrea metropolitana inclou la major part de la província de Gauteng. La Divisió de Població de l'ONU el 2016 va estimar que la població de l'àrea metropolitana era de 9.616.000 habitants.
Els negres representen el 73% de la població, seguits dels blancs amb un 18%, els de color un 6% i els asiàtics amb un 4%. El 42% de la població té menys de 24 anys, mentre que el 6% de la població té més de 60 anys. El 37% dels habitants de la ciutat estan a l'atur. El 91% dels aturats són africans negres. Les dones representen el 43% de la població activa. El 19% dels adults econòmicament actius treballen en els sectors majorista i detallista, el 18% en serveis financers, immobiliaris i empresarials, el 17% en serveis comunitaris, socials i personals i el 12% en la indústria manufacturera. Només el 0,7% treballa a la mineria.

### Religió

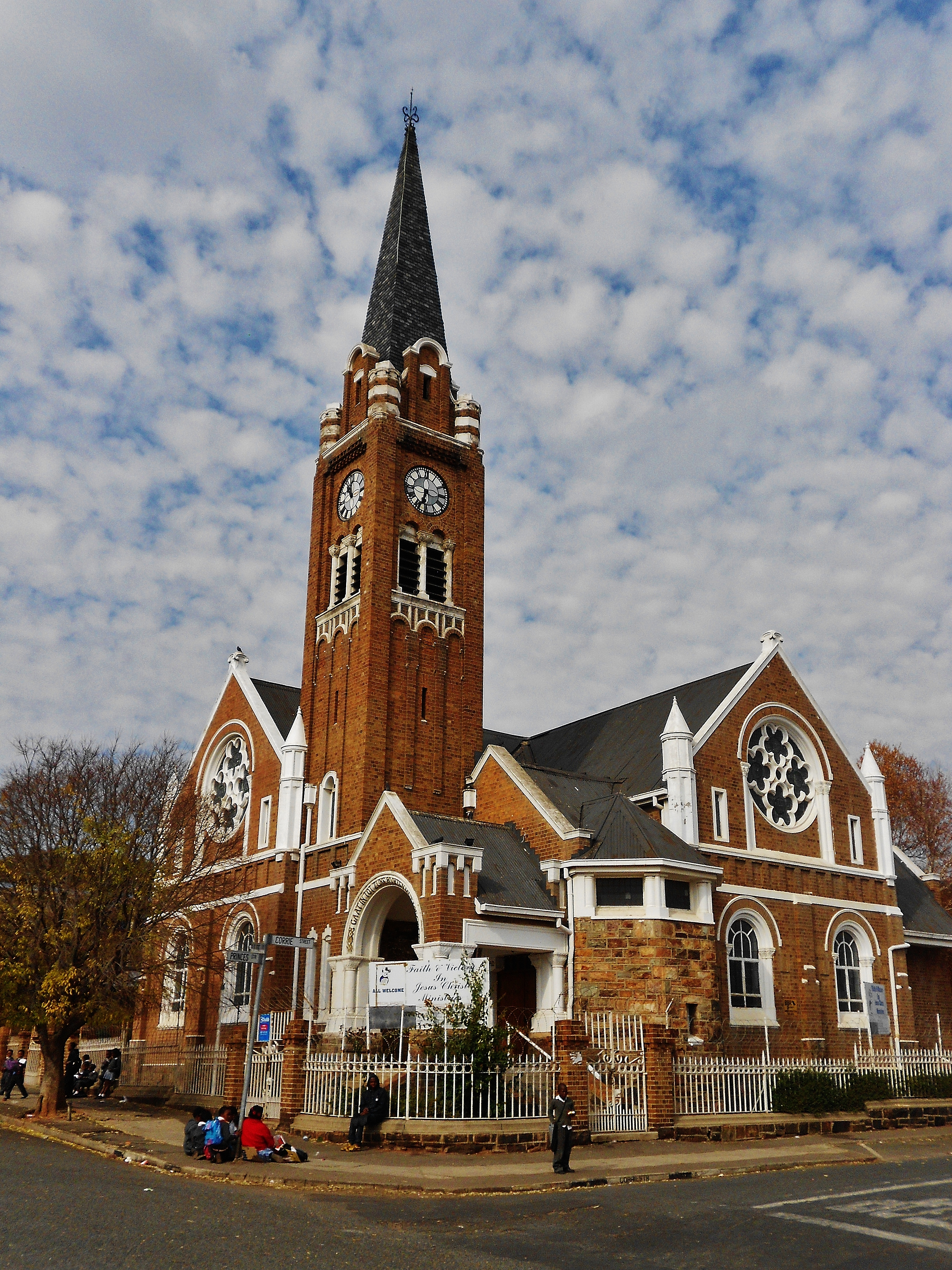
Església reformada holandesa a Jeppestown

El 53% pertany a les esglésies cristianes convencionals, el 24% no estan afiliats a cap religió organitzada, el 14% són membres d'esglésies independents africanes, el 3% són musulmans, l'1% són jueus i l'1% són hindús.
Entre els llocs de culte, es troben predominantment esglésies i temples cristians: Església Ortodoxa Sèrbia, Església Cristiana de Sion, Missió de Fe Apostòlica de Sud-àfrica, Assemblees de Déu, Unió Baptista d'Àfrica Austral (Aliança Mundial Baptista), Església Metodista d'Àfrica Austral (Consell Metodista Mundial), Església Anglicana de l'Àfrica Meridional (Comunió anglicana), Església Presbiteriana d'Àfrica (Comunió Mundial d'Esglésies Reformades), Arxidiòcesi Catòlica Romana de Johannesburg (Església Catòlica) i el Temple de Johannesburg Sud-àfrica (Església de Jesucrist dels Sants dels Darrers Dies). També hi ha mesquites musulmanes, temples hindús, A Sikh Gurudwara (Temple Sikh) a Sandton i un gran nombre de sinagogues.

### Idiomes

Distribució geogràfica de les llengües maternes a Johannesburg

El 32% dels residents de Johannesburg parlen llengües nguni a casa, el 24% parla llengües sotho, el 18% parla anglès, el 7% parla afrikaans i el 6% parla tshivenda. El 29% dels adults han acabat l'institut.
| Gènere | Població | %     |
| ------ | -------- | ----- |
| Dona   | 473.148  | 49,42 |
| Mascle | 484.293  | 50,58 |

| Raça                | Població | %     |
| ------------------- | -------- | ----- |
| Negre africà        | 614.793  | 64,21 |
| Blancs sud-africans | 133.379  | 13,93 |
| Coloured            | 133.029  | 13,89 |
| asiàtic             | 63.918   | 6,68  |
| Altres              | 12.320   | 1,29  |

| Llengua materna        | Població  | %     |
| ---------------------- | --------- | ----- |
| Zulu                   | 1.022.747 | 23,41 |
| Sesotho                | 420.117   | 9,61  |
| Xosa                   | 298.523   | 6,83  |
| Afrikaans              | 318.063   | 7,28  |
| Tswana                 | 335.713   | 7,68  |
| Pedi                   | 317.277   | 7,26  |
| Anglès                 | 878.230   | 20,10 |
| Tsonga                 | 287.625   | 6,58  |
| Swati                  | 35.926    | 0,82  |
| Tshivenḓa              | 141.435   | 3,24  |
| Ndebele                | 126.587   | 2,90  |
| Llengües de Sud-àfrica | 168.566   | 3,86  |
| Llengua de signes      | 18.793    | 0,43  |

## Economia

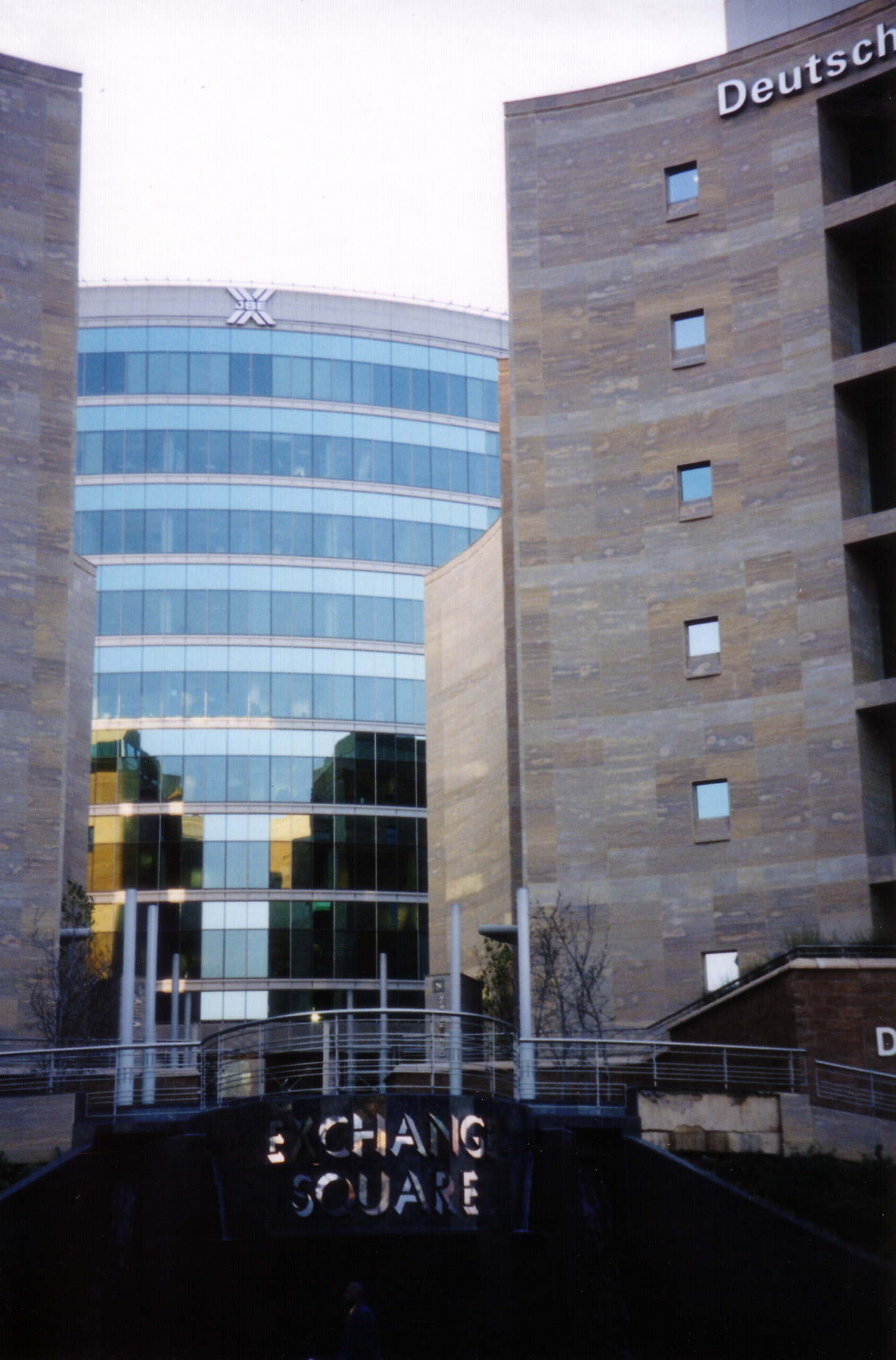
La Borsa de Johannesburg

Johannesburg és el centre econòmic i financer de Sud-àfrica, produeix el 16% del producte interior brut de Sud-àfrica i representa el 40% de l'activitat econòmica de Gauteng. En una enquesta de 2008 realitzada per Mastercard, Johannesburg va classificar 47 de les 50 ciutats principals del món com a centre de comerç mundial (l'única ciutat d'Àfrica).
La mineria va ser la base de l'economia de Witwatersrand, però la seva importància va disminuint gradualment a causa de la disminució de les reserves i les indústries manufactureres i de serveis s'han tornat més importants per a l'economia de la ciutat. Tot i que l'extracció d'or ja no té lloc dins dels límits de la ciutat, la majoria de les empreses mineres encara tenen la seva seu a Johannesburg. Les indústries manufactureres de la ciutat s'estenen per una sèrie d'àrees i encara hi ha una dependència de les indústries pesants, com ara les siderúrgiques i les plantes de ciment. Els serveis i altres indústries inclouen banca, informàtica, immobiliària, transport, mitjans de comunicació i premsa escrita, assistència sanitària privada, transport i un mercat minorista d'oci i consumidor vibrant. Johannesburg té la borsa de valors més gran d'Àfrica, la JSE, tot i que s'ha traslladat del districte central de negocis. A causa del seu paper comercial, la ciutat és la seu del govern provincial i la seu d'una sèrie d'oficines governamentals, així com oficines consulars i altres institucions.
El complex urbà de Witwatersrand és un gran consumidor d'aigua en una regió seca. El seu creixement econòmic i demogràfic continuat depèn d'esquemes per desviar l'aigua d'altres regions de Sud-àfrica i de les terres altes de Lesotho, el més gran dels quals és el Lesotho Highlands Water Project, però es necessitaran fonts addicionals a principis del segle XXI.
Se sap que la terminal de contenidors de City Deep és el " port sec " més gran del món, amb un 50% de la càrrega que arriba pels ports de Durban i Ciutat del Cap arribant a Johannesburg. L'àrea City Deep ha estat declarada IDZ (zona de desenvolupament industrial) pel govern de Gauteng.

## Cultura popular
El nom "Joanna" a la cançó "Gimme Hope Jo'anna" d'Eddie Grant es referia a la ciutat de Johannesburg.